# Patrick Riordan
Patrick Riordan SJ (* 1950 in Irland) ist ein irischer römisch-katholischer Priester, Jesuit, Philosoph sowie Politikwissenschaftler.

## Leben
Patrick Riordan studierte Philosophie und Katholische Theologie in München und Innsbruck. Nach seiner Priesterweihe absolvierte er ein Studium an der Hochschule für Philosophie München und graduierte 1985 mit der Arbeit Das Entstehen des Geistes. Karl Rahner’s Theorie der Selbstüberbietung. An der Universität Innsbruck wurde er 1985 mit der Dissertation The Senses of Justice: A Critical Reconstruction of Justice-Talk in Practical Discourse zum Dr. theol. promoviert.
Riordan lehrte am Milltown Institute of Theology and Philosophy in Dublin, dem Boston College, dem Heythrop College, University of London und anschließend an Campion Hall der University of Oxford, wo er als Dekan und Senior Fellow for Political Philosophy and Catholic Social Thought tätig ist. Er lehrt vor allem die Fächer wie Marx and Marxism, Introduction to Value und Ethical Issues for Today. Er nahm Gastprofessuren in Manila, Naga und Davao City in Mindanao wahr.
Riordan gilt als Experte für Politische Philosophie. Er hat zahlreiche wissenschaftliche Arbeiten und Bücher veröffentlicht, insbesondere über das Gemeinwohl und die katholische Soziallehre sowie Themen wie Säkularismus und Politik, Todesstrafe, Recht und Moral, Verfassungsänderung und Volksmacht. 2021 wurde er mit dem Internationaler Preis für Wirtschafts- und Sozialstudien der Päpstlichen Stiftung Centesimus Annus Pro Pontifice ausgezeichnet.
Seit 1980 verbringt er seinen Sommerurlaub in Oberschleißheim und macht die Pfarrvertretung in der Pfarrei St. Wilhelm in Oberschleißheim.

## Schriften
- The Practical Philosophy of Oswald Schwemmer, 1991
- Philosophical Perspectives on People Power, Ateneo de Naga University Press Naga, 2001
- A Grammar of the Common Good: Speaking of Globalization, Continuum London, 2008
- Global Ethics and Global Common Goods, Bloomsbury London, 2015
- Philippine Common Goods: A Good Life for All, Ateneo de Davao University Press Davao, 2016
- Recovering Common Goods, Veritas Dublin 2017